# Kashif & Shanghai Knockout Tournament
Kashif & Shanghai Knockout Tournament – coroczne rozgrywki piłkarskie w Gujanie. Do turnieju często zapraszane są zespoły z innych krajów, takich jak Trynidad i Tobago, Saint Lucia, Antigua i Barbuda, Surinam czy Barbados.
Inicjatywa rozegrania turnieju pochodzi z grudnia 1989 roku, kiedy podczas Boxing Day Greg „Kashif” Charles i Aubrey „Shanghai” Major byli świadkami wydarzeń sportowych w stołecznym Georgetown. W tym samym czasie mieszkańcy drugiego co do wielkości miasta w Gujanie, Linden, nie posiadali żadnych własnych sportowych rozgrywek. Kashif, który był wówczas kibicem Milerock FC i popierający Eagles United FC Shanghai zorganizowali tam piłkarski turniej pomiędzy tymi drużynami. Niebawem zdecydowano się zaprosić do niego dwa inne zespoły z Linden – Botofago i Central Hikers. Te cztery ekipy wzięły udział w premierowym w historii Kashif & Shanghai Knockout Tournament w sezonie 1990/1991, a triumfatorem okazał się ostatecznie Milerock. W dwóch premierowych edycjach w rozgrywkach brały udział tylko kluby z Linden; od turnieju 1992/1993 w Kashif & Shanghai występują także drużyny spoza miasta, a jeszcze później zaczęto zapraszać zespoły z zagranicy. W edycji 1992/1993 w turnieju zwyciężyły dwie ekipy – Botofago i Central Hikers – po tym, jak w meczu finałowym nie wyłoniły zwycięzcy rzuty karne.
Kashif & Shanghai są najbardziej prestiżowym turniejem piłkarskim w Gujanie. Mecze wchodzące w skład rozgrywek odbywają się w grudniu i styczniu.

## Wyniki
| Sezon     | Zwycięzca           | Finał        | Drugie miejsce       |
| --------- | ------------------- | ------------ | -------------------- |
| 1990/1991 | Milerock            | 2–1          | Eagles United        |
| 1991/1992 | Eagles United       | b.d.         | Milerock             |
| 1992/1993 | Botofago            | b.d.         | Central Hikers       |
| 1993/1994 | Camptown            | 3–2          | Eagles United        |
| 1994/1995 | Bakewell Topp XX    | 2–1          | Milerock             |
| 1995/1996 | Beacon United       | b.d.         | Thomas United        |
| 1996/1997 | Bakewell Topp XX    | 3–0          | Pele                 |
| 1997/1998 | Milerock            | 3–1          | Pele                 |
| 1998/1999 | Doc's Khelwalaas    | 2–1          | Real Victoria Kings  |
| 1999/2000 | Bakewell Topp XX    | 3–1          | Fruta Conquerors     |
| 2000/2001 | Bakewell Topp XX    | 1–1 (4–2 k.) | Camptown             |
| 2001/2002 | Real Victoria Kings | 2–2 (5–4 k.) | Netrockers           |
| 2002/2003 | Fruta Conquerors    | 1–0          | Western Tigers       |
| 2003/2004 | Camptown            | 1–0          | Bakewell Topp XX     |
| 2004/2005 | Fruta Conquerors    | 4–1          | Dennery              |
| 2005/2006 | Bakewell Topp XX    | 1–0          | Alpha United         |
| 2006/2007 | Joe Public          | 1–0          | Bakewell Topp XX     |
| 2007/2008 | Alpha United        | 1–0          | Bakewell Topp XX     |
| 2008/2009 | Pele                | 1–0          | Camptown             |
| 2009/2010 | Western Tigers      | 2–0          | Alpha United         |
| 2010/2011 | Alpha United        | 3–2          | Pele                 |
| 2011/2012 | Caledonia AIA       | 2–0          | Pele                 |
| 2012/2013 | Buxton United       | 0–0 (5–4 k.) | Amelia's Ward United |

## Statystyki
| Klub                 | Zwycięstwa | Drugie miejsca |
| -------------------- | ---------- | -------------- |
| Bakewell Topp XX     | 5          | 3              |
| Alpha United         | 2          | 2              |
| Camptown             | 2          | 2              |
| Milerock             | 2          | 2              |
| Fruta Conquerors     | 2          | 1              |
| Pele                 | 1          | 4              |
| Eagles United        | 1          | 2              |
| Real Victoria Kings  | 1          | 1              |
| Western Tigers       | 1          | 1              |
| Beacon United        | 1          | 0              |
| Botofago             | 1          | 0              |
| Central Hikers       | 1          | 0              |
| Buxton United        | 1          | 0              |
| Caledonia AIA        | 1          | 0              |
| Doc's Khelwalaas     | 1          | 0              |
| Joe Public           | 1          | 0              |
| Dennery              | 0          | 1              |
| Netrockers           | 0          | 1              |
| Thomas United        | 0          | 1              |
| Amelia's Ward United | 0          | 1              |